# Ficus immanis
Ficus immanis är en mullbärsväxtart som beskrevs av Edred John Henry Corner. Ficus immanis ingår i släktet fikonsläktet, och familjen mullbärsväxter. Inga underarter finns listade i Catalogue of Life.